# Casuco
Juan Manuel Martínez Martínez, noto come Casuco (Lorca, 26 settembre 1955), è un allenatore di calcio ed ex calciatore spagnolo, di ruolo difensore.

## Carriera

### Giocatore
Casuco quando era adolescente giocò nelle giovanili del Real Madrid ma, non riuscendo ad arrivare in prima squadra, nel 1973 tornò nella sua città natale per giocare con il Lorca Deportiva.
Nella stagione 1976-1977 gioca nel Granada, prima di passare all'Elche, squadra della Primera División.
Nella prima stagione all'Elche gioca 27 partite e la squadra retrocede in Segunda División. 
Nel 1979 fu acquistato dal Real Saragozza. Casuco rimase al club aragonese per nove stagioni, sempre in massima serie, collezionò 297 presenze e due reti in campionato e diventò capitano della squadra. Nella stagione 1985-1986 vinse la Coppa del Re.
Nel 1988, a 32 anni, lasciò il Real Saragozza per giocare in Segunda División nell'Alzira insieme a suo fratello Francisco José, anche lui calciatore. Restò all'Alzira per una stagione, che si concluse con la retrocessione della sua squadra.
Nella stagione successiva giocò con l'Orihuela e nel 1991 tornò al Lorca, dove chiuse la carriera da giocatore.

### Allenatore
Nel 1996 Casuco intraprese la carriera da allenatore, venendo ingaggiato dal Toledo, in Segunda División. Venne esonerato alla decima giornata e fu sostituito da Emilio Cruz. Il Toledo concluse la stagione 1996-1997 al quattordicesimo posto.
Negli anni successivi allenò Plasencia, Águilas e Gimnástica Segoviana nelle categorie inferiori del calcio spagnolo.
Nel 2000 fu ingaggiato dall'Almería. Condusse la squadra andalusa dalla Tercera División alla Segunda División A. Fu esonerato nella stagione 2003-2004 dopo 21 giornate. In quella stagione l'Almeria cambiò tre volte l'allenatore e riuscì a salvarsi dalla retrocessione.
Alla 26ª giornata della Segunda División 2004-2005 sostituì Armando Husillos sulla panchina del Real Murcia e portò la squadra a metà classifica.
Nella stagione successiva allenò la squadra dalla prima giornata ma fu esonerato dopo 19 partite e venne sostituito da Sergije Krešić.
Nella stagione 2006-2007 è arrivato al Tenerife al posto dell'esonerato Bernd Krauss ma a due partite dalla fine del campionato è stato sostituito da Antonio Martín Hernández, bandiera del Tenerife.
La squadra delle Isole Canarie ha concluso il campionato di Segunda División al settimo posto.
Nella stagione successiva ha allenato dalla 12ª alla 24ª giornata lo Xerez CD, sempre in Segunda División, prima di essere sostituito da Esteban Vigo.
Nel 2010 ha sostituito Jordi Vinyals ed è diventato allenatore del CD Castellón, in Segunda División B.
Nella stagione 2010-2011 la squadra della Comunità Valenzana è arrivata al decimo posto.

## Palmarès

### Giocatore
- Coppa di Spagna: 1

Real Saragozza: 1985-1986